# Of Truth & Sacrifice
Of Truth & Sacrifice är det tyska melodisk death metal-bandet Heaven Shall Burns nionde studioalbum, utgivet i mars 2020 på Century Media Records. Albumet gavs även ut i en limiterad utgåva med en bonus-DVD innehållande en dokumentär om bandet.
Of Truth & Sacrifice är Heaven Shall Burns första dubbelalbum och med en total speltid på 97 minuter är det också bandets längsta. Fyra singlar föregick albumsläppet.
Albumet gästas av Andy Dörner från Caliban samt de tidigare bandmedlemmarna Patrick Schleitzer och Matthias Voigt.
Musikvideor spelades in till "Protector/Weakness Leaving My Heart", "Übermacht" och "My Heart and the Ocean".

## Låtlista
CD 1:
1. "March of Retribution" (instrumental) – 1:21
2. "Thoughts and Prayers" – 4:57
3. "Eradicate" – 4:31
4. "Protector" – 5:26
5. "Übermacht" – 5:24
6. "My Heart and the Ocean" – 5:50
7. "Expatriate" – 8:51
8. "What War Means" – 5:29
9. "Terminate the Unconcern" – 4:41
10. "The Ashes of My Enemies" (instrumental) – 2:02

CD 2:
1. "Children of a Lesser God" – 6:35
2. "La résistance" – 5:05
3. "The Sorrows of Victory" – 8:24
4. "Stateless" – 3:48
5. "Tirpitz" – 5:54
6. "Truther" – 2:40
7. "Critical Mass" (Nuclear Assault-cover) – 3:34
8. "Eagles Among Vultures" – 5:05
9. "Weakness Leaving My Heart" – 7:31

## Medverkande
Musiker
- Marcus Bischoff – sång
- Maik Weichert – gitarr, piano, synt, elektronik
- Alexander Dietz – gitarr, piano, synt, elektronik
- Eric Bischoff – basgitarr
- Christian Bass – trummor

Bidragande musiker
- Andy Dörner – sång
- Florian Schäfer – berättarröst
- Chris Harms – sång
- Patrick W. Engel – kör, gitarr
- Patrick Schleitzer – sång
- Benjamin Mahnert – sång
- Matthias Voigt – sång
- Katharina Radig – berättarröst
- Adam Jurist – berättarröst
- Raffaella Tolicetti – berättarröst
- Caroline Thorendal – berättarröst
- Martin Miller – gitarrsolo
- Ralf Klein – gitarrsolo
- Matthias Tarnath – sång

Produktion
- Alexander Dietz – producent, inspelningstekniker
- Maik Weichert	– producent
- Sergei Chaka – inspelningstekniker (orkester)
- Dimitri Korshakevich – inspelningstekniker (orkester)
- Tue Madsen – mixning
- Eike Freese – mastering
- Eliran Kantor – albumkonst
- Patrick Wittstock – bookletdesign, teckningar
- Carsten Drescher – layout, design